# أيهان جيزين
أيهان جيزين (بالتركية: Ayhan Gezen؛ بالألمانية: Ayhan Gezen) هو لاعب كرة قدم ألماني وتركي في مركز الوسط، ولد في 23 يونيو 1972 في إسطنبول في تركيا. لعب مع دينامو برلين ونادي هرتا برلين.

## وصلات خارجية
- أيهان جيزين على موقع قاعدة بيانات كرة القدم.إي يو (الإنجليزية)
- أيهان جيزين على موقع بيانات كرة القدم. دي إي (الألمانية)